# Distretto dei 24 Pargana Sud
Il distretto dei 24 Pargana Sud è un distretto del Bengala Occidentale, in India, di 6 909 015 abitanti. Il suo capoluogo è Alipore.